# Yaakov Ariel

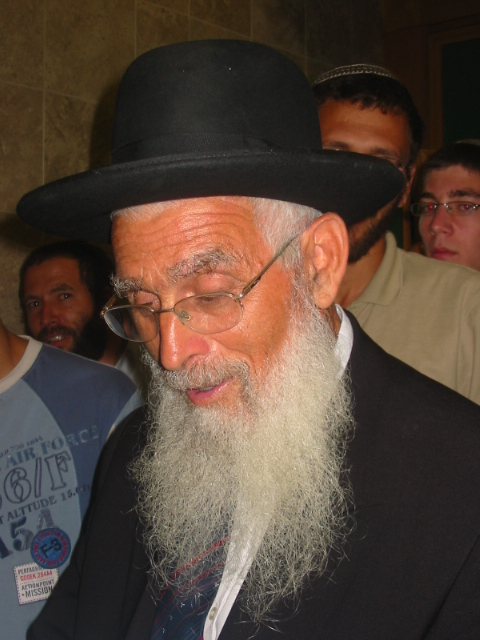
Yaakov Ariel (2007)

Yaakov Ariel, יעקב אריאל, ursprünglich Yaakov Stieglitz (* 1937), war von 1990 bis 2017 Oberrabbiner und Av Beit-Din der Stadt Ramat Gan in Israel.

## Leben
Yaakov Ariel (Stieglitz) war ein Sohn einer angesehenen religiös-zionistischen Jerusalemer Familie. Er hat einen jüngeren Bruder Yisrael Ariel, der vor allem als Gründer des Tempel-Instituts bekannt ist, eine Organisation, die sich für die Errichtung des Dritten Tempels auf dem Tempelberg/Haram esch-Scharif in Ostjerusalem einsetzt.

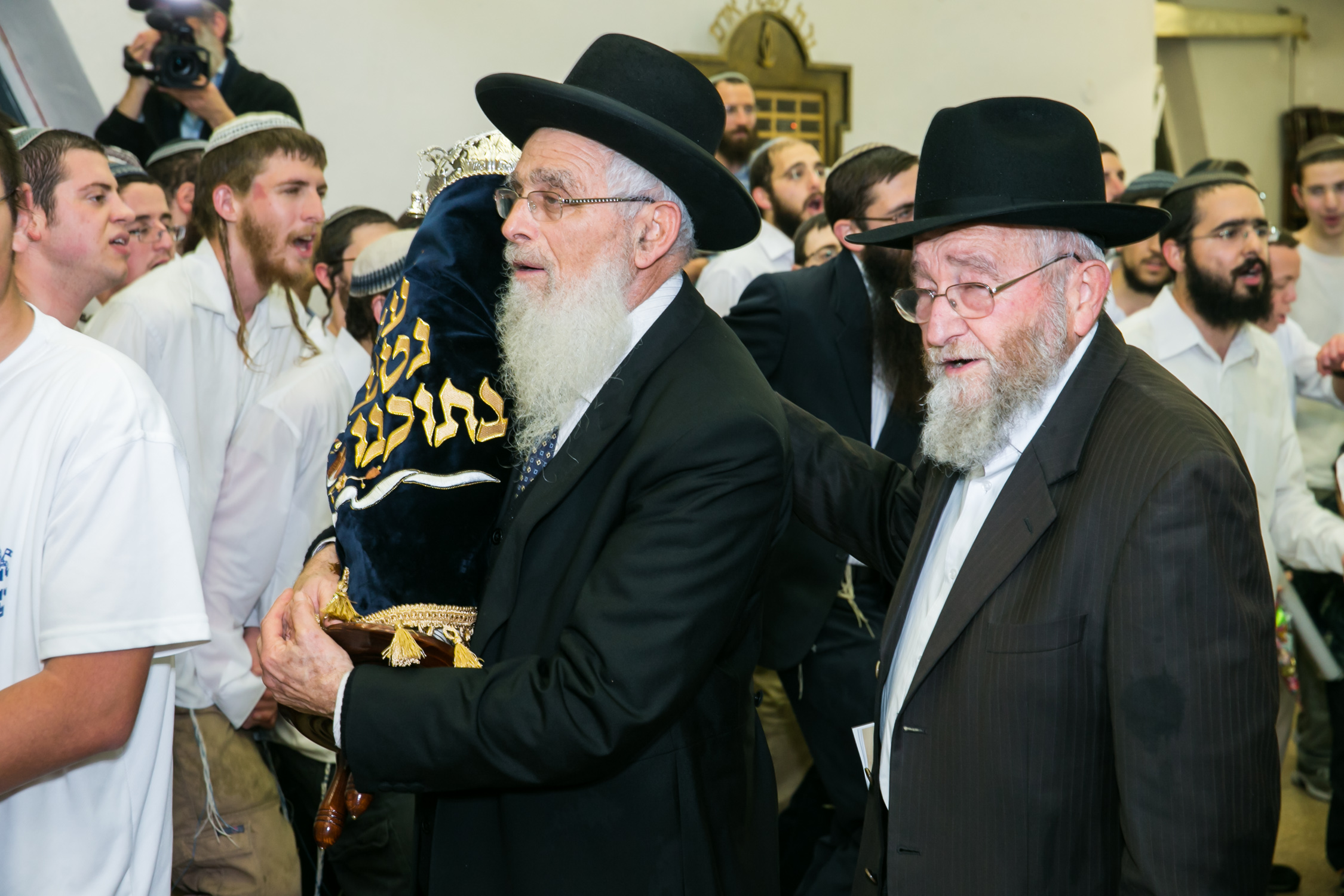
Yaakov Ariel bei der Einweihung neuer Tora-Rollen in der Jeschiwa Merkas haRav (2016)

### Ausbildung
Ariel begann sein Studium an der Jeschiwa des religiösen Moschaw Kfar haRo'eh und wechselte dann zur Jeschiwa Merkas haRav. Dort galt er als ein herausragender Schüler von Rav Zvi Yehuda Kook. Weitere akademische Lehrer waren Rav David Cohen und Rav Shaul Yisraeli.

### Rabbinat
Ariel war langjähriger Rabbiner des religiösen Moschaw Kfar Maimon sowie der Siedlung Yamit auf der Sinai-Halbinsel.

### Lehre
Ariel ist Leiter der Hesder Jeschiwa von Ramat Gan, stellvertretender Vorsitzender der israelischen Rabbiner-Vereinigung, Präsident der Rabbiner-Vereinigung „Zohar“ und des Instituts „Machon HaTorah VeHa'Aretz“ (Institut für Tora und das Land Israel). 
Er unterrichtet an verschiedenen Institutionen, darunter der Bar-Ilan Universität, dem Orot College und dem Talpiot College.
Ariel war Vorsitzender des Torat Haim-Komitees des israelischen Erziehungsministeriums sowie mehrerer Sabbatjahr-Komitees in den Jahren 1994, 2000 und 2007.